# فریتس لاندرتینگر
فریتس لاندرتینگر (انگلیسی: Fritz Landertinger; ۲۶ فوریهٔ ۱۹۱۴ – ۱۸ ژانویهٔ ۱۹۴۳) قایقران کانو اهل اتریش بود.